# Grzegorz Sposób
Grzegorz Sposób (Świdnik, 12 februari 1976) is een Poolse hoogspringer. Hij nam eenmaal deel aan de Olympische Spelen en won bij die gelegenheid geen medailles.
Sposób finishte zesde op het WK 2003 in Parijs met een sprong van 2,29 m. In het jaar erop deed hij mee aan de Olympische Spelen van 2004 in Athene, maar slaagde er niet in zich te plaatsen voor de finale.

## Titels
- Pools kampioen hoogspringen (outdoor) - 2001, 2002, 2006
- Pools kampioen hoogspringen (indoor) - 2001

## Persoonlijke records
| Onderdeel    | Prestatie | Datum       | Plaats    |
| ------------ | --------- | ----------- | --------- |
| hoogspringen | 2,34 m    | 5 juni 2004 | Bydgoszcz |

## Palmares

### Hoogspringen
- 2001:  Europacup - 2,23 m
- 2001: 4e Universiade - 2,26 m
- 2003: 6e Europese indoorbeker - 2,19 m
- 2003:  Europacup - 2,27 m
- 2003: 6e WK - 2,29 m
- 2004:  Europacup - 2,32 m
- 2005: 5e Europacup - 2,24 m